# ポロツク年代記
ポロツク年代記（ロシア語: Полоцкая летопись、ベラルーシ語: Полацкі летапіс）は、12世紀ポロツク（ポラツク）で編纂されたと考えられている、仮説上のルーシの年代記（レートピシ）である。S.ソロヴィヨフ、V.パシュト(ru)、L.アレクセエフ(ru)らの説では、ポロツク年代記の記述はキエフ年代記に組み込まれたとされている。
仮説では、キエフ年代記の1159年前後の頁における、ポロツクの人々によってロスチスラフが追放され、ログヴォロドがポロツク公位に就いたことを述べる記述の形成に、ポロツク年代記が有益な情報をもたらしたとされている。挿話は鮮明で詳細な目撃談を元に構成されたとみなされる。また、イパーチー年代記の1180年前後の頁の、ポロツク諸公、キエフ大公、チェルニゴフ公らによる、当時スモレンスク公ダヴィドに従属していたドルツク公国遠征に関する挿話も、ポロツク年代記に拠るとみなされている。ポロツク公国領域内における出来事の正確な日付、ポロツク諸公の一覧などの詳細な記述を根拠とするものである。